# Фронтейра-дус-Валис
Фронтейра-дус-Валис (порт. Fronteira dos Vales) — муниципалитет в Бразилии, входит в штат Минас-Жерайс. Составная часть мезорегиона Вали-ду-Мукури. Входит в экономико-статистический микрорегион Нануки. Население составляет 4753 человека на 2006 год. Занимает площадь 317,826 км². Плотность населения — 15,0 чел./км².

## История
Город основан 1 марта 1963 года.

## Статистика
- Валовой внутренний продукт на 2003 год составляет 11 440 936,00 реалов (данные: Бразильский институт географии и статистики).
- Валовой внутренний продукт на душу населения на 2003 год составляет 2372,65 реалов (данные: Бразильский институт географии и статистики).
- Индекс развития человеческого потенциала на 2000 год составляет 0,599 (данные: Программа развития ООН).